# لوکاس گورنا دوات
لوکاس گورنا دوات (انگلیسی: Lucas Gourna-Douath؛ زادهٔ ۵ اوت ۲۰۰۳) بازیکن فوتبال اهل فرانسه است.
از باشگاه‌هایی که در آن بازی کرده‌است می‌توان به باشگاه فوتبال سن-اتین اشاره کرد.
وی همچنین در تیم‌های ملی فوتبال France national under-16 football team، زیر ۱۷ سال فرانسه، و زیر ۱۹ سال فرانسه بازی کرده‌است.